# MDMA
| MDMA |                                                                                        |
| (RS)-1-(benzo[d][1,3]dioxol-5-yl)-N-methylpropan-2-amine |                                                                                        |
| CAS номер | 42542-10-9 66142-89-0 69610-10-2 81262-70-6                                            |
| Емпирична формула | C11H15NO2                                                                              |
| Моларна маса | 193,25 гр/мол                                                                          |
| Температура на топене: | 148 – 153 °C (хидрохлорид)                                                             |
| Процес на полуразпад в организма | S- изомерът се разгражда за около 4 часа, докато R- изомерът за около 16.              |
| Легален статут | Списък I (САЩ); Клас A (Великобритания); Списък III (Канада); Приложение 1 (България); |
| Форма | Таблетка; Кристал;                                                                     |
| Медицински приложения: - Посттравматичен стрес - Болест на Паркинсон (недоизследвани) |                                                                                        |
| Противопоказания: - Не се препоръчва в комбинация със стимуланти. - Не се препоръчва в комбинация с диуретици. - Не се препоръчва на хора с високо кръвно налягане и учестен пулс. - Не се препоръчва на хора с алергии към амфетамини. - НИКОГА не трябва да се използва в комбинация с МАО-инхибитори. |                                                                                        |
| Странични ефекти: |                                                                                        |
| Ендокринни: - Хипертермия |                                                                                        |
| Очи: - Разширени зеници |                                                                                        |
| Психологически: - Еуфория - Чувства на принадлежност и любов към другите (емпатия) - Позитивно мислене |                                                                                        |
| Кожа: - Потене на ръцете |                                                                                        |
| Други: - Скърцане със зъби |                                                                                        |

MDMA (3,4-метилен-диокси-мета-амфетамин) е най-популярен под наименованието екстази (на английски: ecstasy), но бива наричан понякога и Моли (на английски: Molly). Уличните наименования невинаги имат директна връзка със субстанцията, затова и не е коректно да бъдат свързвани. MDMA е синтетичен ентактоген от семейството на фенетиламините (към които спадат мескалин, 2C-I, амфетамин). Неговият главен ефект е увеличаването на секрецията и инхибирането (спирането) на връщането на огромни количества серотонин, допамин и норепинефрин в мозъка, причинявайки всеобщо усещане за отвореност, емпатия, енергия и усещане за благополучие. Осезанието е подобрено, което прави по-приятен физическия контакт с други, но противно на митовете, то само по себе си няма свойства на афродизиак.
Дехидратация е риск сред повечето потребители, които са физически активни, тъй като дрогата би могла да маскира нормалното усещане за изтощение и жажда. За обратното (водно отравяне) също е било съобщавано. Но най-голямата опасност, която се крие зад екстази, е фактът, че други, още по-опасни субстанции често се смесват с него или директно се продават за екстази. Дългосрочните ефекти от употребата му при хора са предмет на доста спорове, главно заради рисковете от депресия, поради намалените нива на серотонина вследствие на изчерпаните запаси.

## История
Патентът за MDMA е бил първоначално попълнен 24 декември 1912 г. от немската фармацевтична компания „Мерк“, но бива признат две години по-късно. Тогава обаче MDMA не е бил тестван за психоактивни свойства, а е бил патентован като междинен химикал за синтез на кръвоспиращо лекарство. Около половин век ще мине до първите администрации на MDMA от хора.
Противно на някои слухове, субстанцията никога не е била използвана медицински за потискане на апетита или е била давана на въоръжени сили като стимулант (метамфетаминът е бил използван за такива цели. MDMA привлякъл за пръв път публичното внимание чрез доктор Александър Шулгин (известен психонавт, изследовател на психоактивните вещества, синтезирал над 230 такива) през 60-те години, като го препоръчал за употреба в психотерапевтични сесии, кръщавайки лекарството „прозорец“. Бил е широко използван в практиката на психотерапевти и психоаналитици в САЩ до неговата криминализация през 80-те години на XX век. Лекарството е било приветствано като чудо и от брачните консултанти, които твърдели, че една употреба на веществото била равносилна на 6 месеца прогрес при скараните двойки.
Също така войниците, завърнали се от Виетнам, преодолявали изключително лесно психическите травми нанесени им там. Малък брой терапевти продължават да го използват и днес.
До 1985 г. MDMA е бил законен в САЩ и по-голямата част от света. След появата му в някои луксозни юпи-барове в Далас, бързо достига до рейв-клубовете и голяма част от младото общество. През 90-те години на XX век заедно с нарастващата популярност на рейв субкултурата, употребата на MDMA е добила изключителна популярност сред ученици и студенти, по хаус и техно партита. То бързо се превръща в една от трите най-популярни дроги, заедно с кокаина и хероина.

## Химия
Химическата структура на MDMA е подобна на тези на мескалина и метамфетамина, но вместо с метокси (както е при мескалина) бензеновият пръстен е заместен с метилендиокси група на позиция 3,4.
Той е член на семейството на фенетиламините – група от вещества, обикновено притежаващи изразено биологично действие.
MDMA се синтезира чрез химикала MDP2P при химична реакция, наречена редуктивна аминация. Тъй като MDP2P също е контролирана субстанция като директен прекурсор, MDP2P често се синтезира от сафрол, съдържащ се в някои етерични масла.

## Употреба
MDMA обикновено се взема под формата на таблетки. Таблетките се продават в различни видове и „марки“, които се обозначават чрез картинки, щамповани върху тях. Картинките, обаче, не винаги биха могли да гарантират за съдържанието в таблетките.
Хапчетата, продавани за екстази не винаги съдържат само MDMA, като активна съставка. Според един разпространен мит, често в хапчетата се слагат стимулиращи амфетамини, но според анализите на полицията вещества, като MDA, MDEA, MDBD се срещат най-често. Това, разбира се, съвсем не значи, че не се срещат други добавки или директно, като главни активни съставки веществата: метамфетамин, DXM, ефедрин, кофеин, кетамин и др. Много малко вероятно е присъствието на по-скъпи и добре продаващи се субстанции като хероин, кокаин и пр.
Много таблетки аспирин, парацетамол и дори хапчета срещу кучешки глисти са били издрасквани с картинки и продавани от недоброжелателни дилъри. Докато свръхдоза MDMA е рядко явление, много значително по-токсични вещества са заплашвали живота на потребителите поради незаконната природа на дрогата.
Употребата на MDMA се е увеличила значително от края на 80-те години отдавна се е отцепила от своите субкултури. Цените и качеството на продукта също доста са се променили оттогава. В по-голямата част от Европа те варират между 5 и 40 евро в зависимост от качеството и разпространеността на употребата му. В България те варират между 8 и 25 лв. В България е много трудно да се намери чист MDMA. Повечето хапчета се смесват с други синтетики от което ефектът намалява, но могат да бъдат тествани чрез различни методи. Организации като ecstasydata.org се занимават именно с тази дейност. Повечето хапчета на черния пазар се правят от не достатъчно добри професионалисти, главно от продукти не предизвикващи подозрения, но често съдържащи други вещества в тях, което от своя страна води до допълнителни рискове.

## Ефекти

### Фармакодинамика
Серотонинът е медиатор в мозъка, който има съществена роля за настроението и удоволствието. Главното действие на MDMA е причиняването на отделяне на ненормално големи количества серотонин в синапсите. MDMA също повишава и нивата на допамина и норадреналина. Тези ефекти са главно поради действието на MDMA върху транспортерите на серотонина, чието предназначение е да върнат свършилия своята работа медиатор в аксона на съответния неврон. Счита се, че MDMA така променя пространствената структура на серотониновия транспортер, че обръща неговото действие, като го кара да изважда серотонин от аксона, вместо да го връща.

### Психологически ефекти
- повишаване на настроението;
- чувства на комфорт, принадлежност и близост към другите, особено ако и те са на дрогата;
- откровеност и снизходителност;
- интензивна еуфория;
- емпатия и любов;
- усещането, че нещо фундаментално и извънредно позитивно се случва, съчетано с усещане, че ежедневните проблеми нямат значение в този момент;
- омекотяване на егото, повишено себесъзнаване и усещане за душевен комфорт;
- Детинско усещане за интерес към света, усещане за възвърната детска невинност;
- усещане за умствена чистота;
- забележимо до очебийност показване на щастие във външния вид на употребилия екстази;
- възможен неудържим устрем да прегръщаш и целуваш хора;
- стимулация
- подобрено съзнаване на усещанията (за музиката, за ядене, пиене, миризми и др)
- промяна в съзнанието, блещукаща аура във визуалното поле, слаби видения (при по-чувствителните или по-опитните и при по-големи дози)

Неговата слава като клубна дрога е, както поради повишаването на енергията в първоначалните моменти на действието му, така и поради подобряването на цялостното усещане за социално и музикално преживяване.
Често за максимално усещане на ефектите, потребителите имат нужда от някой, когото да докосват, прегръщат, целуват и пр.

## Рискове и неблагоприятни ефекти
Освен рисковете от примеси, други рискове са изключително редките алергични реакции и дехидратацията. Много често, ако потребителят е свръхактивен, MDMA, подобно на амфетаминът, може да маскира временно естествените механизми за жажда и изтощение. Също така MDMA редуцира способностите на тялото да регулира телесната температура (обикновено се покачва) и в места като клубове това би могло да доведе до тежка хипертермия. Някои потребители (предимно от мъжки произход) също съобщават за понижено либидо и неспособност за получаване на оргазъм.
Дългосрочните ефекти от употребата на MDMA са доста дебатирани сред учените. Има сведения за халюциногенна персистираща перцептивна психоза (HPPD – Hallucinogen Persisting Perception Disorder), причинени от MDMA. Това явление е характерно за халюциногените, но обикновено е трайно само при много малък процент от потребителите. Причините за това са все още неизвестни.
Някои изследвания показват, че големи дози MDMA за дълги периоди от време може да доведе до увреждане на серотонинови неврони. Според изследванията метаболит на MDMA води до отделяне на свободни радикали, химикали, за които е доказано, че водят до окислително увреждане на клетките. Тези експерименти, обаче, са били проведени върху плъхове, на които са давани изключително високи дози MDMA през дълъг период от време (обикновено два пъти дозата в мг/кг в сравнение с типичната за човек; през период от 2 часа). Плъховете стават изсушени и нефункционални. Големи дози витамин C (натуралният антиоксидант на тялото) са показали значително понижение на уврежданията при плъховете, ето защо е препоръчително Витамин C да се взема като средство за намаляване на вредите от употребата на MDMA.
Друг начин за намаляване на нежеланите ефекти, приет от много потребители, е вземането на 5-хидрокситриптофан. Това е прекурсор на серотонина за тялото и приемането му помага да се възстановят изчерпаните от MDMA запаси на серотонин. Доста потребители намират това за ефективно. Вземането на 5-HTP преди MDMA, обаче, не води до увеличаване на субективните ефекти.
Тъй като невротоксичността на MDMA е зависима от метаболитите му, не е ясно дали тези експерименти върху плъхове имат някаква пряка връзка с употребата му по начина използван от хората. Ако има увреждания от този тип, вероятно те са минимални при умерена употреба.
Значителни изследвания са правени върху възможните когнитивно-поведенческите дефицити сред потребителите на екстази, но данните не водят до никакви заключения. Според изследванията по-голям процент от потребителите на MDMA са по-импулсивни и депресирани в сравнение с нормалните субекти. Естествено такива заключения са неточни, тъй като пред тях стои проблема с яйцето и кокошката: Дали тези импулсивни и депресирани хора не са решили да самолекуват своите психически проблеми с екстази, ставайки редовни потребители, или MDMA има някаква вина, че са такива? Още повече, че практически всички изследвани субекти са употребявали и други психоактивни вещества. Поради тези причини директни връзки не биха могли да се направят.
Въпреки съществуващите клинични изследвания, според които дългогодишните потребители на екстази имат проблеми с паметта, голямо проучване през 2002 г. показва, че потребителите на екстази в колежите нямат никакви разлики в успеха в сравнение с другите студенти.
Други ефекти са:
- Значително разширение на зениците с придружаващата го фоточувствителност и светоусещане
- Бруксизъм (стискане или скърцане на зъбите)
- Нистагмус (неволево „треперене“ на очите, при някои кривогледство)
- Загуба на апетита
- Неспособност за концентрация
- Тръпнене (усещане на приятни тръпки по цялото тяло)
- Потене на ръцете
- Умерено увеличени пулс и кръвно налягане
- Временна загуба на кратковременната памет и объркване
- Загуба на тегло (поради повишената обмяна на веществата и намаления апетит)
- Промени в настроението, емоционална нестабилност (характерни за халюциногените)
- Тенденция да казваш и правиш неща, за които би могъл да се почувстваш некомфортно по-късно;
- Униние в края на трипа, усещане за липса и носталгия
- Порив да се повтори изживяването

## Медицинска употреба
През 2001 г. в САЩ FDA (Food and Drug Administration) одобри MDMA за изследвания с пациенти с посттравматичен стрес. През Март 2004 DEA (Drug Enforcement Administration) започна да произвежда първите лицензи за притежание на MDMA за тези, които правят изследвания одобрени от FDA. Изследването се прави от „Мултидисциплинарната Асоциация за Психеделични Проучвания“ (MAPS). Провежда се върху войници от Американската инвазия в Афганистан, жертви на изнасилвания и болни от рак.

### Екстази и Паркинсоновата болест
Изследване на Манчестърския университет показва, че MDMA временно намалява тремора на болни от Паркинсонова болест. Всъщност това не е учудващо. Болестта на Паркинсон (БП) се характеризира с понижена активност на невротрансмитера допамин, дължаща се на дегенерация на допеминергичните (допаминопроизвеждащи) неврони в субстанция нигра (участък от мозъка), а MDMA действа като допаминов агонист (вещество, повишаващо допаминовата активност). Този ефект се дължи на свойството на MDMA да действа като серотонинов агонист (респ. вещество, повишаващо серотониновата активност): ако MDMA се приложи заедно с флуоксетин (вещество, което ограничава въздействието на MDMA върху серотониновата активност), допаминовата активност остава непроменена. С други думи агонистичният ефект на MDMA върху допаминовата активност е индиректен и се осъществява посредством повишаване на серотонинергичната активност в мозъка.

## Безопасност
Незаконността на това вещество прави точното изучаване на ефектите му трудно. Някои от нещата, които могат да се обособят като заключения за безопасността са:
- Поради незаконната му природа дозата и чистотата на хапче, предложено за екстази, е напълно неизвестна.
- Екстази влияе на вътрешните системи на тялото. Продължителното танцуване без достатъчна почивка или напитки може да доведе до опасно прегряване и дехидратация. Пиенето на много вода без кореспондиращото количество сол може да доведе до водно отравяне.
- Пост-ефектите на екстази могат да се окажат предпоставка за временна депресия при някои потребители.
- Употребата на екстази може да бъде много опасна в комбинация с някои други субстанции, особено MAO инхибитори, което е довело до смъртни случаи.
- Тъй като екстази влияе на съзнанието, концентрацията и психомоторните умения, е опасно да се оперират превозни средства или опасни съоръжения под негово въздействие.
- Дългосрочните ефекти са доста и се изострят при по-честа употреба (повече от 1 – 2 пъти месечно).

## Легален статут
Употребата, притежанието и производството на екстази са незаконни в повечето държави. В България то е в Приложение 1, което означава, че е „забранено за приложение в хуманната медицина“.
Преди да бъде забранен първоначално в САЩ през 1985 г., повечето експерти препоръчали статус на лекарство с рецепта, поради приложенията му в психотерапията.
Още същата година Световната Здравна Организация решава да го добави в Конвенцията за психотропните вещества, като посочват психотерапевтичните изследвания за „неметодични“.

### Медии
- Jennings, Peter. "Primetime Special: Peter Jennings – Ecstasy Rising". ABC News, April 1, 2004.
- Conant, Eve. "Ecstasy: A Possible New Role for a Banned Club Drug". Newsweek, May 2, 2005.
- Generation on X: An undercover look at the growing trend of teens using Ecstasy Архив на оригинала от 2006-03-02 в Wayback Machine. FOX News, April 26, 2005.
- Weiss, Rick. "'Ecstasy' Use Studied to Ease Fear in Terminally Ill". The Washington Post, December 27, 2004.
- Philipkoski, Kristen. "Wired News: Long Trip for Psychedelic Drugs". Wired, September 27, 2004.
- Philipkoski, Kristen. "DEA Approves Ecstasy Tests". Wired, March 2, 2004.
- Darman, Jonathan. "Out of the Club, Onto the Couch Newsweek.com, December 5, 2003. – An interview with NYU's Dr. Julie Holland
- Weiss, Rick. "Results Retracted on Ecstasy Study". The Washington Post, September 6, 2003.
- Recer, Paul "Ecstasy-Parkinson's Connections?". CBS News, September 26, 2002.

### Академични разработки
- The Multidisciplinary Association for Psychedelic Studies (MAPS): MDMA project Архив на оригинала от 2014-10-04 в Wayback Machine. MAPS is at the forefront of human MDMA research, having obtained FDA permits for two studies administering MDMA to human volunteers in order to explore the drug's potential psychiatric benefits (one study is already underway.)
- TheDEA.org's extensive critique/review of the evidence against MDMA ('ecstasy') causing brain damage at common recreational doses Архив на оригинала от 2016-09-17 в Wayback Machine..
- This is your brain on Ecstasy Архив на оригинала от 2010-07-19 в Wayback Machine. – A slideshow that illustrates the neuropharmacokinetics of Ecstasy (how the drug affects the brain.) Some of the information on this page is at present (July 2005) outdated.
- PiHKAL entry
- The MAPS research library, containing downloadable copies of most of the MDMA and LSD research ever done Архив на оригинала от 2014-06-05 в Wayback Machine..

### Разни
- Multidisciplinary Association for Psychedelic Studies – A non-profit organization currently conducting FDA-approved studies with MDMA.
- EcstasyData.org A database of photos and lab-test results of over 1500 pills of „Ecstasy“.
- Pillreports A similar database to EcstasyData, but with user-contributed photos of pills and subjective „pill reports“ and ratings. Over 1600 listings (as of Jan. 2006).
- User-friendly info on Ecstasy Архив на оригинала от 2006-02-22 в Wayback Machine. provided by the TRIP! Project, Toronto Canada
- The Good Drugs Guide – The Good Drugs Guide – Ecstasy
- DanceSafe Архив на оригинала от 2021-03-23 в Wayback Machine. – a risk reduction site with lots of information on Ecstasy. Includes a large database of photographs of different pill types, along with laboratory analysis of what was actually found in the pill.
- This is your brain on Ecstasy: MDMA Neurochemistry Slideshow Архив на оригинала от 2006-08-15 в Wayback Machine. Slideshow that shows the chemical reactions in the brain that cause the effects of MDMA – hosted by Dancesafe.
- Erowid's Ecstasy page – lots of information
- UK National Drugs Line factsheet on Ecstasy
- American Council for Drug Education factsheet on Ecstasy Архив на оригинала от 2006-02-18 в Wayback Machine.
- www.ecstasy.org
- Utopian Pharmacology. Detailed essay discussing the history and uses of MDMA
- TheDEA.org An ecstasy user's guide with detailed discussions of risks and scientific research.
- MDMA, Personality and Human Nature: The Power to Transform People Архив на оригинала от 2006-02-20 в Wayback Machine.. Essay by Bruce Eisner, author of Ecstasy: The MDMA Story